# Ema (shintō)
Ema (jap. 絵馬 e-ma) – tabliczka wotywna, ofiarowana w japońskich chramach shintō.

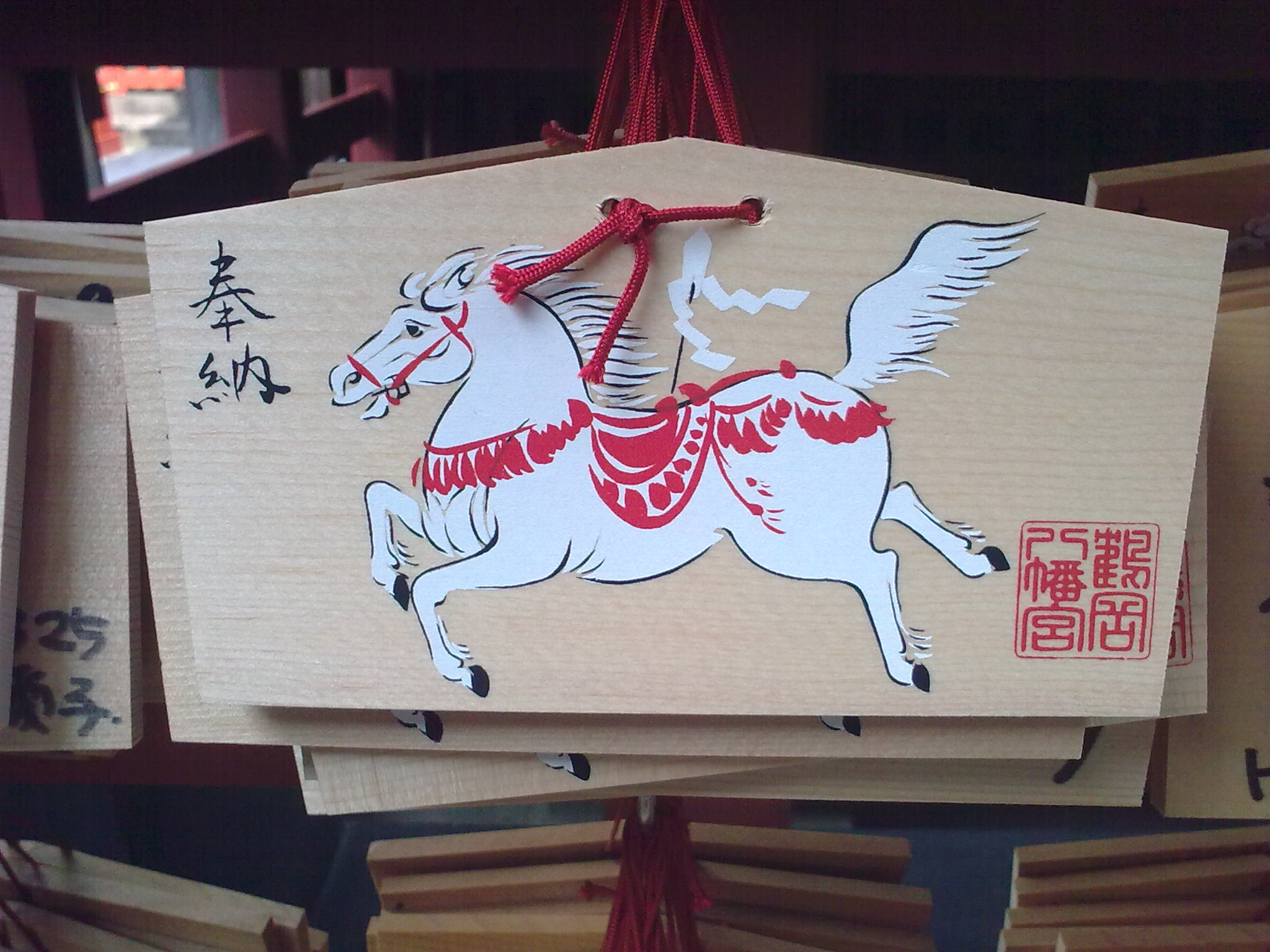
Ema z wizerunkiem konia

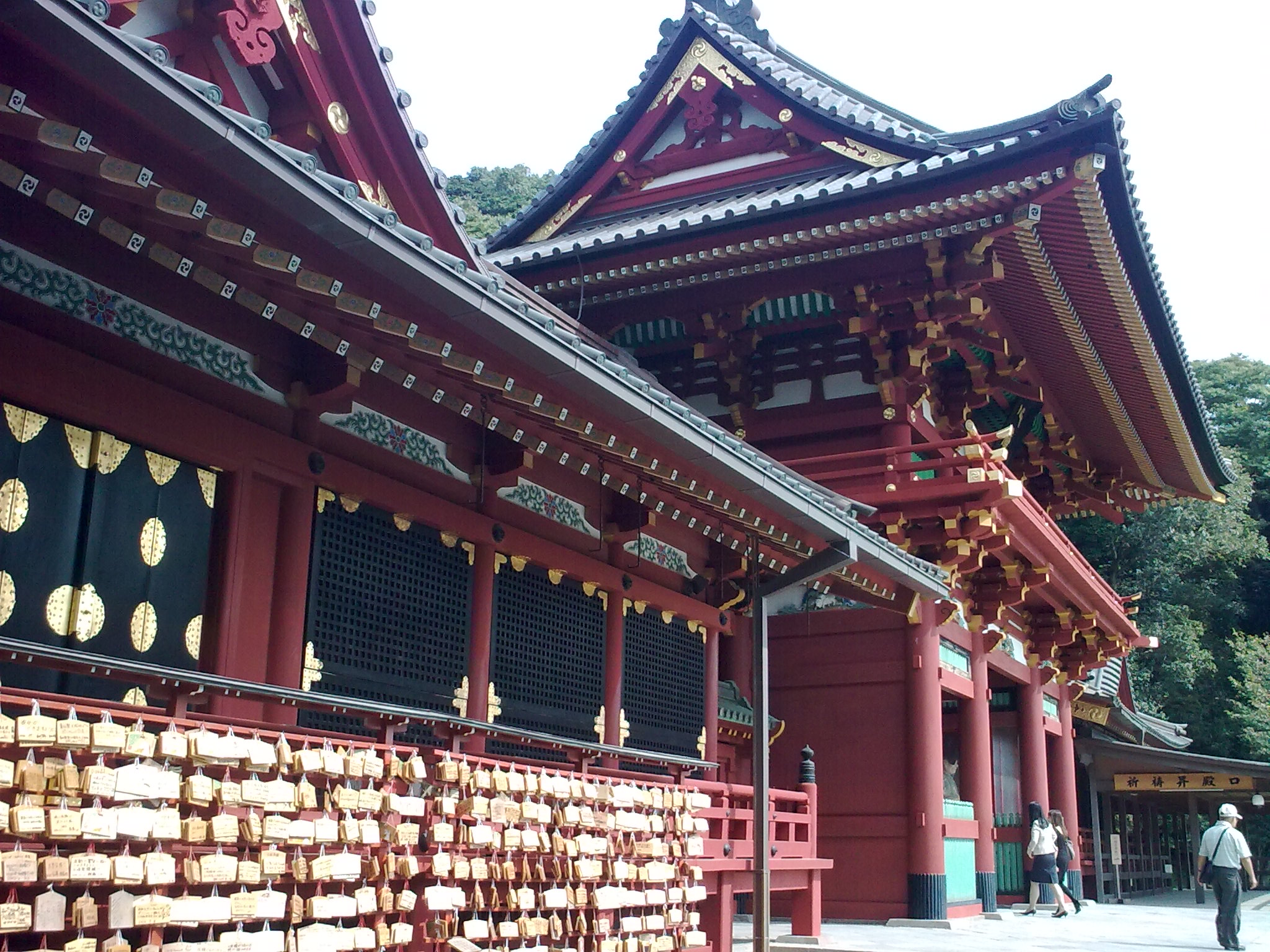
Tabliczki ema w chramie Tsurugaoka Hachimangū w Kamakurze

W języku japońskim słowo ema zapisuje się dwoma znakami kanji o znaczeniu: „obraz” (絵) i „koń” (馬). Nazwa pochodzi z czasów, kiedy ofiarowywano chramom żywe konie (shinme, jinme, 神馬, „święty koń”). Były one od czasów starożytnych ofiarą wotywną, mającą służyć bogom (kami) jako wierzchowce. Przekazywano je jako wyraz wdzięczności przy składaniu ślubów lub próśb. W niektórych przypadkach sanktuaria określały maść dedykowanego konia: czarnego podczas modlitwy o deszcz, a białego – o jego zakończenie. Gdy przekazanie żywego konia nie było możliwe, można było zaoferować jego drewnianą rzeźbę lub konia namalowanego na drewnianej tablicy. Uważa się, że ten drugi zwyczaj był początkiem wotywnych obrazów zwanych właśnie ema. Zwyczaj ten był już znany w okresie Nara (710–794). Były to początkowo wizerunki koni, ale w okresie Muromachi-Ashikaga (1336–1573) pojawiły się obrazy innych przedmiotów.
Obecnie na tabliczkach ema (bardzo różnego kształtu) mogą widnieć różne symbole, znaki zodiaku chińskiego, często związane z intencją modlitwy lub tradycją danego chramu. Wierni kupują tabliczki w recepcji chramu, wypisują na nich swoje prośby i modlitwy, a następnie wieszają na specjalnych stelażach.